# Gunnar Celander
Gunnar Hilding Gottfrid Celander, född den 8 augusti 1894 i New York, död den 5 april 1990 i Dalby församling, Malmöhus län, var en svensk präst.
Celander avlade teologie kandidatexamen 1920. Han var vikarierande lektor och adjunkt i Huskvarna och Jönköping 1922–1927. Celander var kyrkoherde i Röke och Västra Torups församlingar 1927–1961 med avbrott för tjänstgöring som sjömanspastor i West Hartlepool 1934 och som Kristliga Föreningen av Unga Mäns krigsfångesekreterare i Tyskland 1941–1947. Efter pensioneringen var han tidvis vikarierande kyrkoherde i Victoriaförsamlingen i Berlin 1962–1975. Celander blev ledamot av Nordstjärneorden 1957. Han vilar på Röke kyrkogård.